# Юр'ївське нафтогазоконденсатне родовище
Юр'ївське нафтогазоконденсатне родовище — належить до Руденківсько-Пролетарського нафтогазоносного району Східного нафтогазоносного регіону України.

## Опис
Розташоване в Дніпропетровській області на відстані 60 км від м. Дніпро.
Знаходиться в південній прибортовій зоні Дніпровсько-Донецької западини в межах Зачепилівсько-Левенцівського валу.
Структура виявлена в 1966 р. і являє собою у відкладах нижнього карбону асиметричну брахіантикліналь, витягнуту в південно-західному напрямку. Розміри складки по ізогіпсі — 1700 м 4,7х1,7 м, амплітуда 170 м. Перший промисл. приплив газу отримано з візейських відкладів з інт. 1617—1625 м у 1974 р.
Поклади пластові або масивно-пластові, склепінчасті, літологічно обмежені. Режим газоконденсатних покладів — газовий та пружноводонапірний, нафтового — пружноводонапірний.
Експлуатується з 1975 р. Запаси початкові видобувні категорій А+В+С1: нафти — 262 тис. т; розчиненого газу — 227 млн. м³; газу — 4092 млн. м³; конденсату — 186 тис. т. Вміст сірки у нафті 0,54 мас.%.